# Ahmad al-Rifa'i
Aḥmad ibn ʿAlī al-Rifāʿī (in arabo أحمد بن علي الرفاعي‎?; Wasit, settembre 1106 – Umm ʿUbayda, 13 settembre 1182) è stato un giurista e mistico arabo.

La regione delle al-Baṭāʾiḥ nel sud iracheno.

 Conosciuto semplicemente come  Al-Rifai.
Nato preso Wāṣit, a Qaryat Ḥasan, nelle marcite del meridione iracheno chiamate "al-Baṭāʾiḥ", Aḥmad b. ʿAlī al-Rifāʿī (o più semplicemente Aḥmad al-Rifāʿī) fu il fondatore dell'ordine sufi della Rifāʿiyya.
Nell'opera intitolata Wafayāt al-Aʿyān ("Necrologi delle persone illustri", dizionario biografico di Ibn Khallikān), Aḥmad al-Rifāʿī viene presentato come un eminente giurista (faqih) sciafeita di orientamento teologico ash'arita e come un grande Maestro di spiritualità sufi, ma era assai apprezzato anche per le sue capacità taumaturgiche, che diventeranno la marca degli aderenti alla sua ṭarīqa.
Non è arrivato fino a noi granché dei suoi scritti e si conoscono appena i suoi Ḥikam (Detti di saggezza) - una raccolta di sentenze e di consigli rivolti ai suoi discepoli) - e i Niẓām al-khāṣṣ li-Ahl al-ikhtiṣāṣ: una guida ai comportamenti raccomandati per il sufi nel suo sforzo di ascesi verso Allah..

## Discepoli
Ebbe un gran numero di discepoli, tra cui - di particolar rilievo - si possono ricordare lo sceicco Aḥmad al-Badawī (fondatore della Badawiyya), Abū l-Ḥasan al-Shādhilī (fondatore della Shadhiliyya) e lo sceicco al-Imām Ibrāhīm al-Dasūqī (fondatore della Dasuqiyya).

## Tomba
Il sepolcro e il santuario a lui dedicato si trovano a Umm ʿUbayda, presso Tell ʿAfar, nell'Iraq settentrionale. Si trovano santuari e moschee, a lui dedicate, in molte città arabe tra cui la moschea Moschea di al-Rifa'i al Cairo.